# Leucocelis lucidicollis
Leucocelis lucidicollis är en skalbaggsart som beskrevs av Gerstaecker 1867. Leucocelis lucidicollis ingår i släktet Leucocelis och familjen Cetoniidae. Inga underarter finns listade i Catalogue of Life.